# トヨタ・i-foot
トヨタ・i-foot（アイフット）とは、トヨタ自動車が開発したパーソナルモビリティである。

## 概要
搭乗歩行型の二足歩行ロボットである。乗降し易くするため、関節は後部に折れ曲がり、ジョイスティックで操作する。

## 諸元
- 全高：2,360mm
- 重量：200kg
- 乗車定員：1人